# Valaste (wodospad)
Valaste (est. Valaste juga) – wodospad w północno-wschodniej Estonii na wapiennym klifie Ontika nad Zatoką Fińską, stanowiącym fragment klintu bałtyckiego. Położony jest między miejscowościami Valaste i Ontika, na terenie gminy Toila, w prowincji Virumaa Wschodnia.
Wodospad ma wysokość około 30 m (31 m wg innych źródeł) – stanowi tym samym najwyższy wodospad w Estonii i w krajach bałtyckich. Jest jednak pochodzenia antropogenicznego – wodę do niego doprowadza rów melioracyjny. Najwyższym w pełni naturalnym wodospadem w Estonii jest Jägala o wysokości 8 m.
Wodospad Valaste najwięcej wody niesie wiosną i po większych opadach. Latem zdarza się, że wysycha. Zimą na skutek podmuchów północnego wiatru w otoczeniu wodospadu powstają lodowe rzeźby na klifie i drzewach.
Wodospad jest ważną atrakcją turystyczną w kraju. W jego okolice można dotrzeć drogą nr 133, odchodzącą od drogi krajowej nr 1 w okolicach miasta Kohtla-Järve. Do wodospadu prowadzą podesty i schody z dolnego i górnego poziomu klifu. W pobliżu wodospadu działa kawiarnia, pensjonat i kemping.

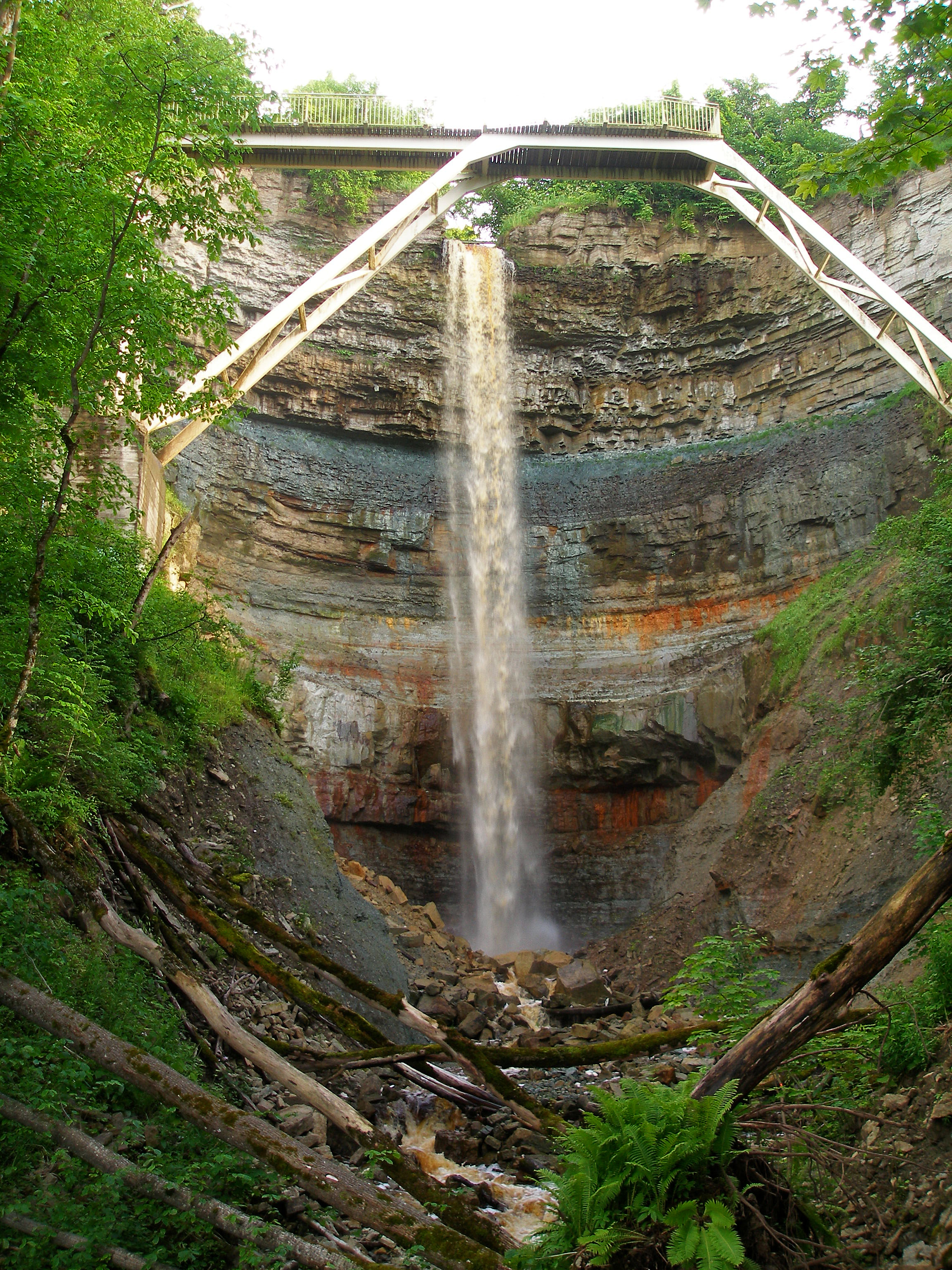
Wodospad po większych opadach
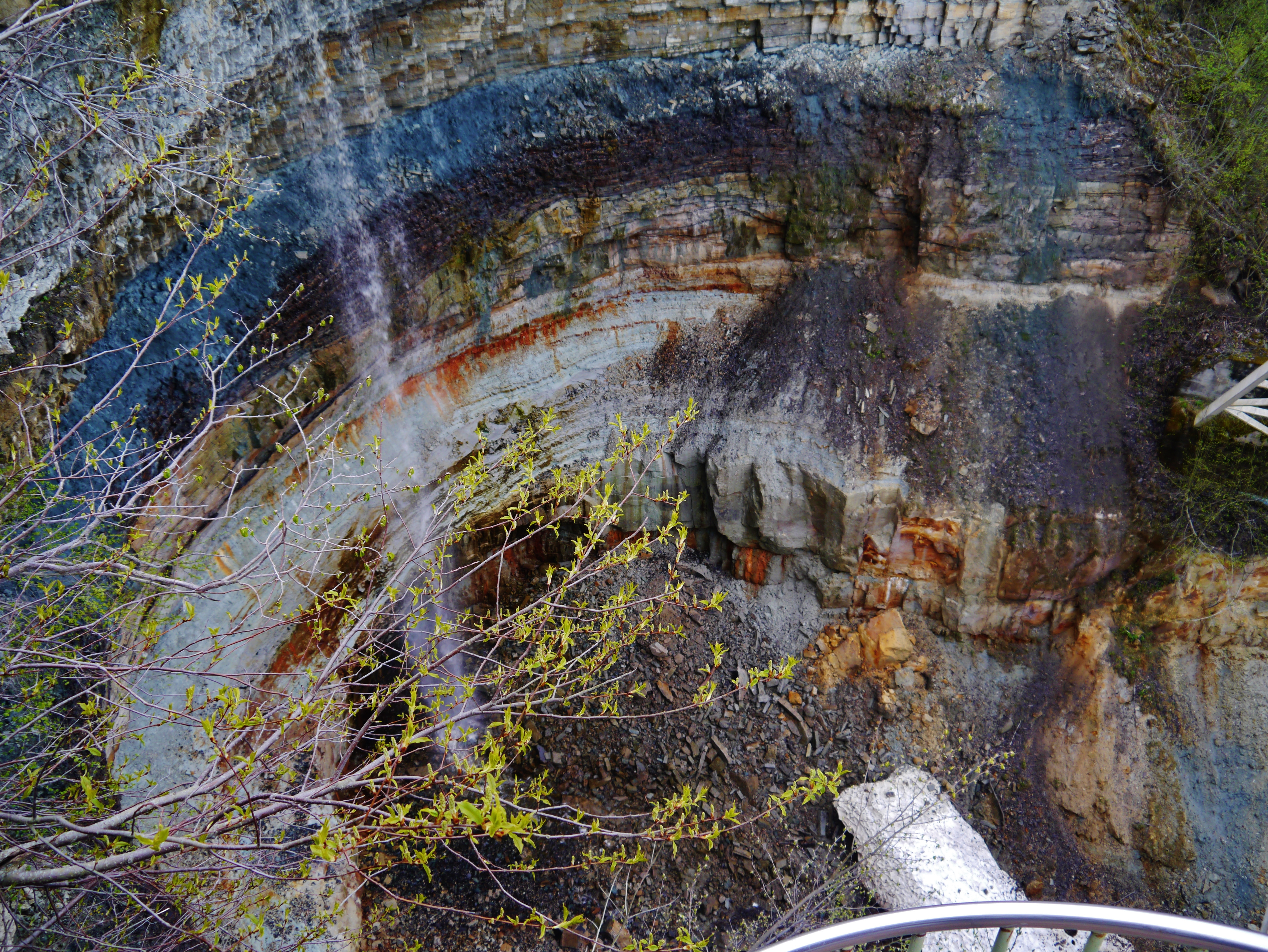
Widok na wodospad z platformy widokowej
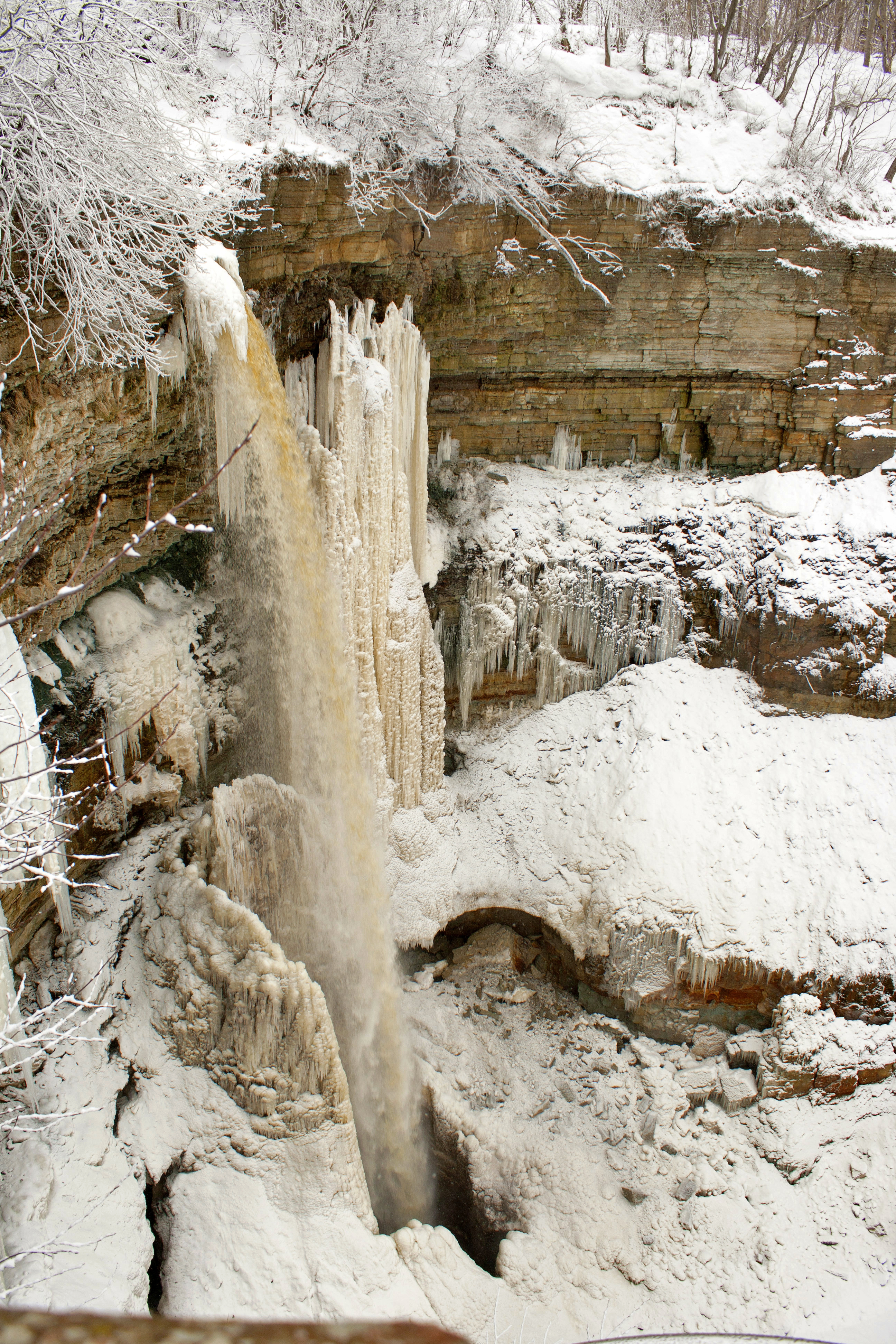
Wodospad Valaste zimą
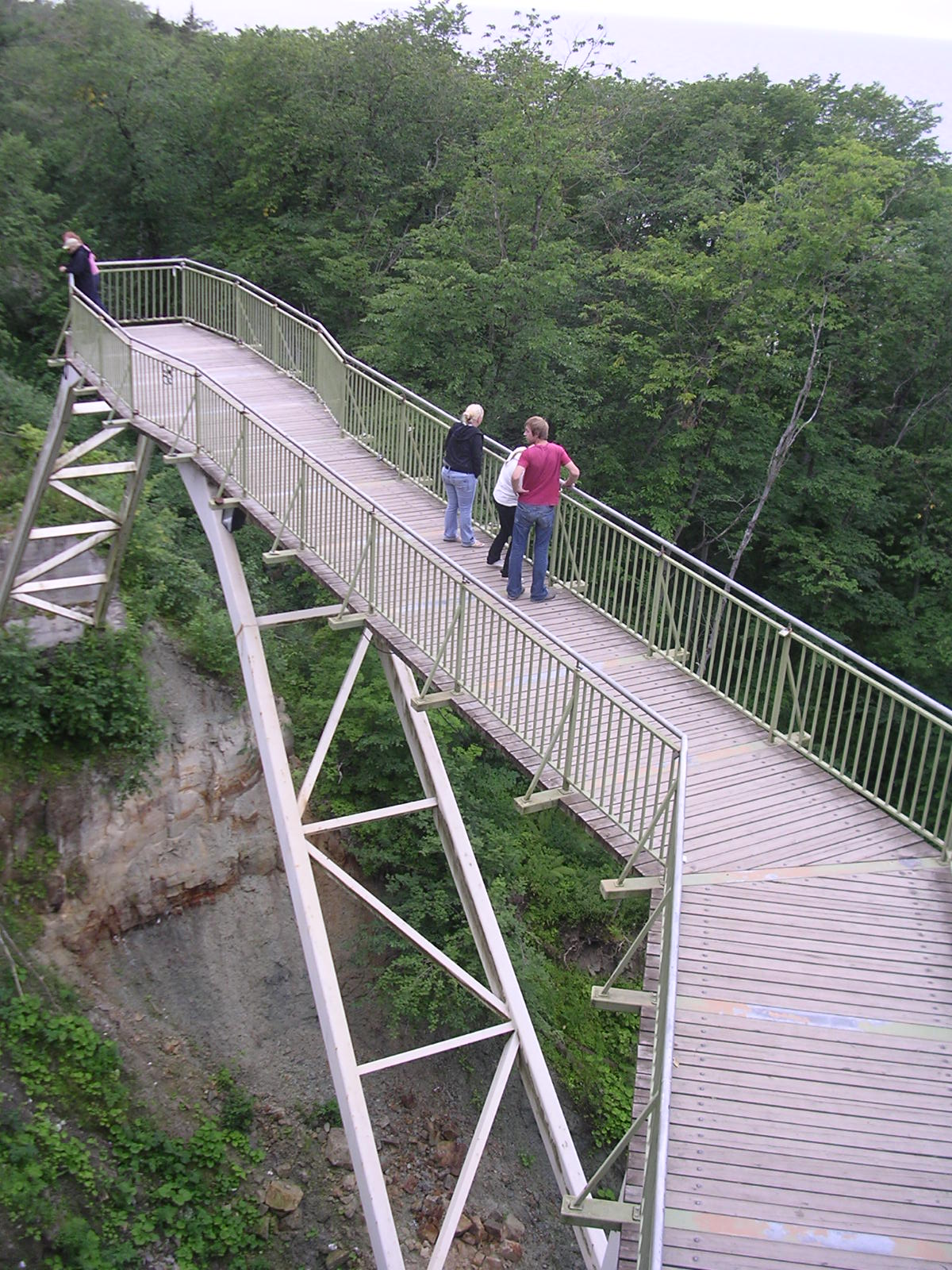
Platforma widokowa przy wodospadzie Valaste